# Pleurosicya larsonae
Pleurosicya larsonae är en fiskart som beskrevs av Greenfield och Randall 2004. Pleurosicya larsonae ingår i släktet Pleurosicya och familjen smörbultsfiskar. Inga underarter finns listade i Catalogue of Life.